# Ver-lès-Chartres

Ver-lès-Chartres este o comună în departamentul Eure-et-Loir, Franța. În 1 ianuarie 2022 avea o populație de 776 de locuitori.